# Krista Muir
Krista Muir est une chanteuse canadienne alt/pop/country/rap/synth/techno qui a débuté sous le pseudonyme de Lederhosen Lucil.
Elle se produit depuis 2007 sous son vrai nom et au sein du duo Lucille, qu'elle a créé avec son bassiste Shane Watt, sans pour autant abandonner le personnage déjanté de la tyrolienne « Lucil », qu'elle fait coexister avec son nouveau groupe lors des concerts en changeant de costume et d'accent.
Elle réside actuellement à Montréal.

## Discographie
Lederhosen Lucil
- Lederhosen Lucil... Let's Hose! (1999)
- Frözen Hosen (2000)
- Hosemusik (album, 2002)
- Tales From the Pantry (album, 2003)
- Music to Climb Stairs By (2003)
- Apricota (single, 2004)

Krista Muir
- Leave Alight (album, 2007)
- Accidental Railway (album, 2008)